# Чиновничко писмо
Чиновничко писмо или писмо писара (упрош: 隶书; трад: 隸書; пин: lìshū, јап. 隷書体, reishotai) некад писмо части, је стари стил кинеске калиграфије који се развио у периоду зараћених држава у Ћин династији. Било је главно писмо у династији Хан, и остао у употреби кроз период Веи-Ђин (晉).
Због високе читљивости према савременим читаоцима, још увек се користи за уметничке сврхе у различитим функционалним наменама као што су наслови, натписи и рекламе. Ова читљивост произлази из врло праволинијске структуре, наличе дели са савременом редовном писму (каишу) као из чињеница да је чиновничко писмо свој најближи претходник у то време. Структура и равнолинија је генерално слично савременом писму, међутим, у супротности са високом до квадратном савременом писму, он тежи да буде квадратни до широки, и често има изразите, таласне блиставе изоловане велике потезе, са посебно доминантним десним или силазним дијагоналним потезом. Неке структуре су стародревне.

## Назив
Кинески назив за писмо, „лишу“ (упрош: 隶书; трад: 隸書; пин: lìshū) је донекле проблематично. „Ли“ је значило роб или заробљеник који служи државу, и тиме неки закључују да писмо је кориштено у снимање послова везане за такве робове, док су други закључили да је кориштен од регрутованих заробљеника као писмознанци. Без обзира, израз може бити показни за ниски социјални статус писма које је прво имало.

## Порекло
Чиновничко писмо је популарно али са грешком мишљено да се изумио или развио у раној Хан династији из малог печатног писма. Има такође историјских традиција до Хан династије која погрешно приписује стварање чиновничког писма на Ћин династију, а посебно на Ченг Миао, који је рекао да га је изумео на наредбу Ћин Ши Хуанга. Још једна традиционална прича је да је изумљена од владиних писмознанака, посебно оних који су укључени у правосуђу и кривичним системима. Међутим, из писаног материјала ископано од археолога, сада ја познато да су све фазе кинеског писања ишло кроз периода природне еволуције, и нико од њих су изум једне особе, и то је истиниту за чиновничко писмо. Такође, уместо да су створени од стране књижевника владе, тврдило се да је чиновничко писмо већ било у популарној употреби, а кориштење од писаца династије Ћин само одражава тај смер. Археолошка открића сада јасно показују да је незрео облик чиновничког писма ('пре-чиновничко') је већ био у развоју државе Ћин током касног периода Зараћених држава, и у раној западној Хан, које се може видети на број бамбус књига недавно ископљени. Шта више, писмо непосредно пре писања чиновничког писма није само печатно писмо; него, било је истовремено постојање печатног писма (упрво доминантан и формални стил), заједно са све популарнијом, али секундарном облику 'вулгарног', 'популарног' или 'обичног' писања, који се врло грубо писао и био је обично равнолинијски. Популарности овог простог писма је растао са проширењем кориштења самог писања. Структура и стил многих карактера цртани у овом простом писању су били слични или чак идентични на њихове касније чиновничке писмене облике, водећи неке да закључе да пре-чиновничко (а тиме и чиновничко) писмо није еволвирао из печатног писма из простог писања Ћин која је истовремено постојало са печатном писму у касном периоду Зараћених држава у Ћин династији. Писмо Ћин бамбуса је добар пример овог прелаза, будући да је еволвирао од простог Ћин писма и неки сматрају да чине Ћин чиновничко писмо

## Кориштење и даље промене
Током касног периода Зараћених држава, пре-чиновничко писмо се појавило у неформалне употребе. Током династије Ћин чини се да су коришћени у неким књижевним употребама, али никада у формалне кориштење. Сазревањем у чиновничко писмо у раном периоду Хан, убрзо је постао доминантно писмо за опште намене, а печатно писмо је остао у употреби за већину формалних сврха, као што су неке жигове и печате, и нарочито наслови писаних књига и споменика; мало рукописних се такође били у употреби у то време. Из чиновничког писма нови облик се тада појавило усред источне династије Хан, који неки зови ново-чиновнички. Из овог ново-чиновничког и рукописног писма је до краја у источној Хан династији нови облик тада настао, од чега је затим настао модерно стандардно писмо. Дакле, еволуција од чиновничког писма до стандардног писма није био директан корак како је обично претпостављено.